# Steve Lawrence
Steve Lawrence, rodným jménem Sidney Liebowitz, (8. července 1935 New York – 7. března 2024) byl americký zpěvák a herec, nejznámější jako člen dua se svou pozdější manželkou Eydie Gormé, uváděni jsou jako „Steve a Eydie“.

## Osobní život
Lawrence se narodil jako Sidney Liebowitz v Brooklynské čtvrti v New Yorku židovským rodičům. Jeho otec Victor vlastnil pekárnu na White Plains Road v Bronxu a Helen, jeho matka podnikala. Navštěvoval střední školu Thomase Jeffersona a také PS 174 v sekci East New York naproti jeho domu a později šel na PS 109 v sekci Brownsville.

## Diskografie

### Alba
- Steve Lawrence (1953)
- About That Girl (1955)
- Songs by Steve Lawrence (1956)
- Here's Steve Lawrence (1958, US #19)
- All About Love (1958)
- Swing Softly With Me (1960)
- The Steve Lawrence Sound (1960)
- Lawrence Goes Latin (1960)
- Portrait of My Love (1961, US #76)
- Winners! (1963, US #27)
- Academy Award Losers (1964, US #135)
- Everybody Knows (1964, US #73)
- What Makes Sammy Run? (1964, US #28)
- The Steve Lawrence Show (1965, US #133)
- Together on Broadway (1967, US #136)
- Real True Lovin' (1969, US #188)
- What It Was, Was Love (1969, US #141)

### Steve & Eydie
- We Got Us (1960)
- Eydie Gorme and Steve Lawrence Sing the Golden Hits (1960)
- That Holiday Feeling (1964)

### Singles
- Poinciana (1952, US #24)
- The Banana Boat Song (1957, US #18)
- Party Doll (1957, US #5)
- (The Bad Donkey) Pum-Pa-Lum (1957, US #45)
- Can't Wait for Summer (1957, US #42)
- Fabulous (1957, US #71)
- Fraulein (1957, US #54)
- Uh-Huh, Oh Yeah (1958, US #73)
- Many A Time (1958, US #97)
- (I Don't Care) Only Love Me (1959, US #62)
- Pretty Blue Eyes (1960, US #9)
- Footsteps (1960, US #7, UK #4)
- Girls, Girls, Girls (1960, UK #49)
- Portrait of My Love (1961, US #9)
- My Claire de lune (1961, US #68)
- In Time (1961, US #94)
- Somewhere Along the Way (1961, US #67)
- Go Away Little Girl (1962, US #1)
- Don't Be Afraid, Little Darlin' (1963, US #26)
- Poor Little Rich Girl (1963, US #27)
- Walking Proud (1963, US #26)
- Everybody Knows (1964, US #72)
- I've Gotta Be Me (1968)

### Steve & Eydie
- Make Yourself Comfortable / I've Gotta Crow (1954)
- I Want to Stay Here (1963, US #28, UK #3)
- I Can't Stop Talking About You (1963, US #35)
- Hallelujah (1979, als Parker & Penny)